# 僧省悟
僧省悟（?—?），鎮江僧人。中国明朝中期江蘇民变首领。

## 生平
明朝萬曆十年（1582年），僧省悟與湖北僧雪峰、雲南僧大乘、順天人黃恩和寧國人汪元洪等十人結盟，籌劃起義，造符敕、封官職，改年號為大明弘閏元年，建南北軍。預定在四月朔日在報恩寺及天寧寺起兵，首先奪取鎮江為根據地。但計劃事先被丹徒水兵錢山泄漏，明廷派遣軍隊搜捕汪元洪等20幾人下獄，並搜尋僧雪峰、黃恩等人。